# デシルホモクエン酸シンターゼ
デシルホモクエン酸シンターゼ(Decylhomocitrate synthase、EC 2.3.3.4)は、以下の化学反応を触媒する酵素である。
ドデカノイルCoA + 水 + α-ケトグルタル酸{\displaystyle \rightleftharpoons }(3S,4S)-3-ヒドロキシテトラデカン-1,2,4-トリカルボン酸 + 補酵素A
従って、この酵素の基質はドデカノイルCoAと水とα-ケトグルタル酸の3つ、生成物は(3S,4S)-3-ヒドロキシテトラデカン-1,2,4-トリカルボン酸（デシルホモクエン酸）と補酵素Aの2つである。
この酵素は転移酵素、特にアシル基をアルキル基に変換するアシルトランスフェラーゼに分類される。系統名はドデカノイルCoA:2-オキソグルタル酸 C-ドデカノイルトランスフェラーゼ (チオエステル加水分解, 1-カルボキシウンデシル形成)(dodecanoyl-CoA:2-oxoglutarate C-dodecanoyltransferase (thioester-hydrolysing, 1-carboxyundecyl-forming))である。